# Cynthia Phelps
Cynthia Phelps (Hollywood, Los Angeles, (Califòrnia), 2 de juliol, 1961), és una violista nord-americana la versàtil carrera de la qual implica treballar com a músic de cambra, solista i músic d'orquestra. Phelps és actualment la violista principal de la Filharmònica de Nova York, càrrec al qual va ser nomenada el 1992.

## Carrera
Cynthia Phelps és una antiga professora de la "Escola de Música de Manhattan" i actualment és membre de la facultat de la Juilliard School. Ha aparegut com a solista amb nombroses orquestres d'arreu del món, com ara l'Orquestra de Minnesota, la Filharmònica de Nova York, la Simfònica de San Diego, l'Orquestra Sinfónica de Bilbao i la Filharmònica de Hong Kong.
Com a músic de cambra, Cynthia Phelps actua regularment amb la Chamber Music Society of Lincoln Center, Bargemusic, la Boston Chamber Music Society, els Chicago Chamber Musicians, La Musica, la Seattle Chamber Music Society i el Bridgehampton Chamber Music Festival. Ha fet gires internacionals com a membre del Zukerman and Friends Ensemble, ha actuat amb el Guarneri String Quartet i ha actuat en recitals a París, Roma, Londres i Cardiff, Gal·les, així com a Boston, Los Angeles, Nova York i Washington. Cynthia Phelps ha rebut el Premi Internacional Pro Musicis i ha guanyat el primer premi tant al Concurs Internacional de Viola Lionel Tertis com al Concurs Internacional de Cordes de Washington. Ha gravat per a la Marlboro Recording Society, i els segells Covenant, Nuova Era, Polyvideo, Virgin Classics i, més recentment, Cala Records, on es va publicar el seu primer CD en solitari. Les seves aparicions a la televisió i la ràdio han inclòs Live from Lincoln Center a PBS, National Public Radio, Radio France i RAI a Itàlia.

## Instrument
La Filharmònica de Nova York va comprar a Phelps una viola de Gasparo da Salò (Gasparo Bertolotti) uns quatre anys després d'unir-se a l'orquestra. Utilitza una barreja de cordes Pirastro i Jargar. Anteriorment havia tocat una viola de Giovanni Tononi.

## Educació
Phelps va començar la seva formació musical amb el violí als quatre anys. No li agradava el so del violí, així que va canviar a la viola als onze anys. Va estudiar amb Sven Reher abans de la universitat. Després va estudiar a la USC Thornton School of Music on es va llicenciar en interpretació musical el 1978. El 1979 i de nou el 1983 va assistir a l'Acadèmia de Música de l'Oest. Phelps va obtenir el seu màster a la Universitat de Michigan el 1984. El 1994 va rebre el premi a l'excel·lent alumne de la Thornton School of Music com a "una graduada de Thornton els èxits artístics o acadèmics de la qual reflecteixen els ideals de l'escola i han afavorit l'art de la música". És membre de la facultat de Mannes School. de música.

## Vida personal
Phelps està casada amb el violoncel·lista Ronald Thomas i viuen als afores de la ciutat de Nova York a Leonia, N.J. Tenen tres filles: Lili (pel matrimoni de Thomas amb Mihae Lee), Christina (pel matrimoni de Phelps amb el baríton David Malis) i Caitlin.